# Zimbabwe
O Zimbábue, Zimbabué ou Zimbabwe (em xona:  Zimbabwe), oficialmente República do Zimbábue, é um país encravado no sul da África, entre os rios Zambeze e Limpopo. É limitado a norte pela Zâmbia, a norte e a leste por Moçambique, a sul pela África do Sul e a sul e oeste pelo Botsuana. A capital do país é a cidade de Harare. Com uma população de cerca de 15 milhões de habitantes, o Zimbábue tem 16 idiomas oficiais, sendo o inglês, o xona e o andebele setentrional os mais usados.
Desde o século XI, o atual Zimbábue tem sido o local de vários estados e reinos organizados, além de uma rota importante para a migração e o comércio. A Companhia Britânica da África do Sul de Cecil Rhodes demarcou o território atual durante a década de 1890; tornou-se a colônia britânica autônoma da Rodésia do Sul em 1923. Em 1965, o governo da minoria branca conservadora declarou unilateralmente a independência como a Rodésia. O Estado sofreu isolamento internacional e uma guerra de guerrilha de 15 anos com forças nacionalistas negras; isso culminou em um acordo de paz que estabeleceu a emancipação universal e a soberania de jure em abril de 1980. Robert Mugabe tornou-se primeiro ministro do Zimbábue em 1980, quando seu partido ZANU-PF ganhou as eleições após o fim do domínio da minoria branca, e tornou-se presidente do Zimbábue em 1987. Segundo o Departamento de Estado dos Estados Unidos, durante a era Mugabe o aparelho de segurança do estado foi responsável por violações generalizadas dos direitos humanos. Na década de 1990, a situação económica deteriorou-se significativamente sob o peso das sanções internacionais, levando o regime a aceitar uma política de "reajustamento estrutural" defendida pelas instituições financeiras internacionais. Em 15 de novembro de 2017, após mais de um ano de protestos contra seu governo, bem como a economia em declínio rápido de Zimbábue, Mugabe foi preso pelo exército nacional do país em um golpe de estado. Em 19 de novembro de 2017, o ZANU-PF demitiu Robert Mugabe como líder do partido e nomeou o ex-vice-presidente Emmerson Mnangagwa em seu lugar. Robert Mugabe acabaria por demitir-se na tarde de 21 de novembro de 2017, pressionado pelas manifestações populares, pelos militares e pela comunidade internacional.
Conhecido como "Joia da África" por sua prosperidade econômica, o Zimbábue, sob o período histórico segregacionista da Rodésia, pôde prover à minoria branca um dos melhores padrões de vida do continente africano, enquanto que a maioria da população negra permanecia empobrecida, marginalizada e confinada às terras menos produtivas. Após a derrota do regime segregacionista branco, o novo governo multiétnico comandado por Mugabe agiu fortemente para corrigir as desigualdades de raça e classe, com redistribuição de terras detidas pela minoria branca e promoção do desenvolvimento econômico. Porém, durante a década de 1980, as secas, inundações devastadoras, conflitos civis e falta de recursos humanos qualificados prejudicaram gravemente a economia, com o país estando em estado de declínio econômico desde a década de 1990, experimentando várias crises e hiperinflação ao longo do caminho. Segundo Mugabe, muitos dos problemas econômicos do Zimbábue ocorreram devido ao bloqueio de países capitalistas.
O país juntou-se à Comunidade das Nações, e saiu em dezembro de 2003. É membro das Nações Unidas, da Comunidade de Desenvolvimento da África Austral, da União Africana (UA) e do Mercado Comum da África Oriental e Austral.

## Etimologia
O nome "Zimbábue" deriva de um termo da língua xona primeiramente empregado para denominar o Grande Zimbábue, um complexo de amuralhados de pedra situados na região leste do país. Duas teorias diferentes abordam a origem da palavra. A mais comumente aceita sustenta que "Zimbábue" deriva de dzimba-dza-mabwe, traduzido do dialeto caranga do xona como "casas de pedras" (dzimba = plural de imba, "casa"; mabwe = plural de ibwe, "pedra"). Os xonas de dialeto caranga vivem ao redor do sítio arqueológico do Grande Zimbábue, na atual província de Masvingo. Já o arqueólogo Peter Garlake afirma que "Zimbábue" representa uma forma adaptada de dzimba-hwe, que significa "casas veneradas" no dialeto zezuru do xona, fazendo referência às casas ou túmulos dos chefes tribais.
O Zimbábue era anteriormente conhecido como Rodésia do Sul (1898), Rodésia (1965) e Zimbábue-Rodésia (1979). O primeiro uso moderno registrado de "Zimbábue", como termo de referência nacional, data de 1960, como uma proposta do nacionalista negro Michael Mawema, cujo Partido Nacional do Zimbábue se tornou o primeiro a usar oficialmente o nome em 1961. O termo "Rodésia" — derivado do sobrenome de Cecil Rhodes, o principal instigador da colonização britânica do território — foi considerado pelos nacionalistas africanos como inadequado devido à sua origem e conotações coloniais.
Segundo Mawema, os nacionalistas negros realizaram uma reunião em 1960 para escolher um nome alternativo para o país, propondo nomes como "Matixobana" e "Monomotapa" antes que a sua sugestão, "Zimbábue", prevalecesse. Inicialmente não estava claro como o termo escolhido seria usado — uma carta escrita por Mawema em 1961 refere-se a "Zimbabuelândia" —, mas "Zimbábue" prevaleceu em 1962 para se tornar o termo geralmente preferido do movimento negro nacionalista. Tal como muitos países africanos que conquistaram a independência durante a Guerra Fria, o Zimbábue é um nome etnicamente neutro.

## História
Os registos arqueológicos datam de 500.000 anos os fragmentos da Idade da Pedra encontrados no atual Zimbábue. Os primeiros habitantes conhecidos do Zimbábue foram provavelmente o povo coissã, que deixou um legado de pontas de flechas e pinturas rupestres. Aproximadamente 2.000 anos atrás os primeiros agricultores de língua banta chegaram durante a expansão banta.

### Período pré-colonial

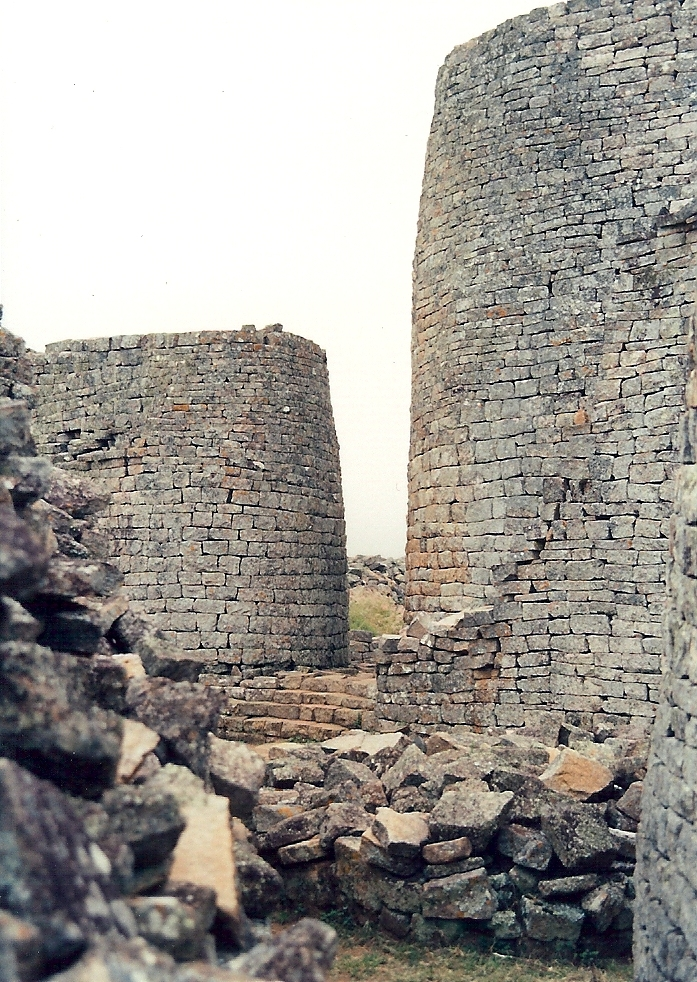
Torres das ruínas do Grande Zimbábue

As sociedades proto-xona surgiram pela primeira vez no meio do vale do Limpopo no século IX antes de se mudar para o planalto do Zimbábue. O planalto zimbabuense acabou se tornando o centro dos estados xonas subsequentes, começando no século X. Nas cercanias do início do século X, o comércio se desenvolveu com comerciantes árabes na costa do Oceano Índico, ajudando a desenvolver o Reino de Mapungubue no século XI. Este foi o precursor das civilizações xonas mais impressionantes que dominariam a região durante os séculos XIII a XV. O Mapungubue foi substituído pelo Reino do Zimbábue, que existiu de aproximadamente 1200 até 1450. Este reino ainda mais refinado e expandido, desenvolveu uma impressionante arquitetura de pedra evidenciada pelas ruínas no Grande Zimbábue, sua capital, localizada perto de Masvingo, além de inúmeras outras localidades menores. Essas ruínas fazem parte de um dos principais sítios arqueológicos da parte sul da África e possui uma arquitetura de pedra seca única.
O Reino do Zimbábue foi o primeiro de uma série de estados comerciais sofisticados desenvolvidos no Zimbábue na época dos primeiros exploradores europeus, vindos de Portugal. Eles trocavam ouro, marfim e cobre por pano e vidro.
O reino do Zimbábue foi substituído inicialmente pelo Reino de Butua, com sua notável capital Cami, e depois pelo Império Monomotapa. Este último dominou fortemente a região de 1430 até cerca de 1760. O Império Monomotapa, governado pelos xonas, dominou grande parte da área conhecida como Zimbábue hoje, e partes do centro de Moçambique. É conhecido por muitos nomes, incluindo "Reino Mutapa", também conhecido como "Mwenemutapa", "Muenemutapa", ou ainda "Monomatapa". Sua economia sustentava-se na exploração das rotas comerciais estratégicas com os árabes e portugueses. Os portugueses procuraram monopolizar essa influência e iniciaram uma série de guerras que deixaram o império em quase colapso no início do século XVII.
Como resposta direta ao aumento da presença europeia no interior, emergiu um novo estado xona, conhecido como o Império Rozui. Confiando em séculos de desenvolvimento militar, político e religioso, os Rozui (que significa "destruidores") expulsaram os portugueses do planalto do Zimbábue pela força das armas.

### Século XIX: migrações e início da colonização
Por volta de 1821, o general Mzilikazi do clã cumalo dos zulus se rebelou com sucesso contra o rei Shaka Zulu, do Reino Zulu, e criou sua própria tribo, que depois se tornaria o povo andebele setentrional. Os andebeles setentrionais lutaram com todos os povos que encontraram em sua migração para o norte, em direção ao Transvaal, deixando uma trilha de destruição pelo caminho e começando uma era de devastação generalizada conhecida como Mfecane. Quando os trekboers neerlandeses convergiram para o Transvaal em 1836, forçaram a migração dos andebeles setentrionais ainda mais para o norte. Em 1838, o Império Rozui, juntamente com os outros estados xona menores, foram conquistados pelo povo andebele setentrional.

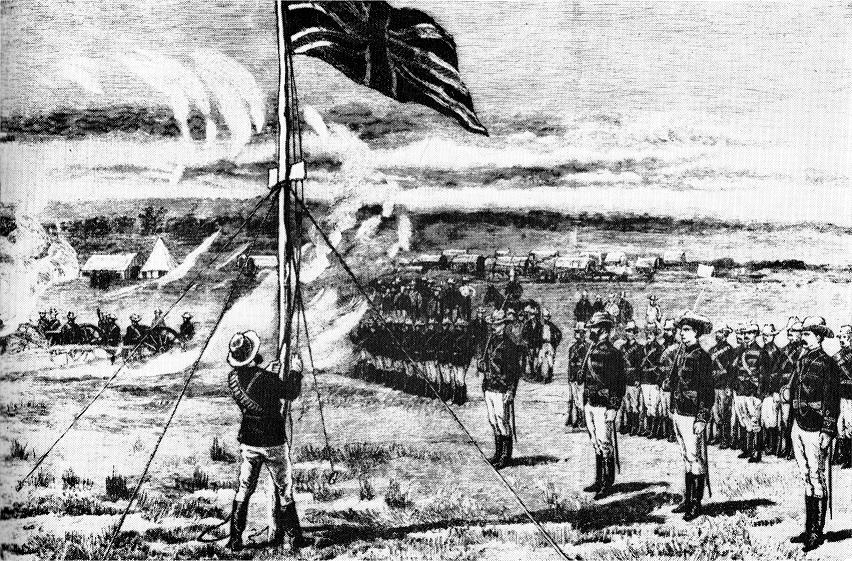
A Bandeira do Reino Unido sendo pela primeira vez içada em Forte Salisbúria (atual Harare) em 13 de setembro de 1890.

Depois de perder suas terras sul-africanas remanescentes em 1840, Mzilikazi e os andebeles setentrionais permanentemente se estabeleceram no sudoeste do atual Zimbábue, no que se tornou conhecido como Matabelelândia, estabelecendo Bulavaio como sua capital (muito próximo da antiga capital Cami do Reino de Butua), e formando o Reino Mutuacazi (também chamado de Reino Matabele ou Reino Andebele-Mthwakazi). O rei Mzilikazi então organizou sua sociedade em um sistema militar com regimentos de craals (vilas e fortificações militares cercadas com paliçadas), semelhantes às do Reino Zulu, estruturas estáveis o suficiente para repelir novas incursões dos bôeres. Mzilikazi morreu em 1868 e, após uma violenta luta de poder, foi sucedido por seu filho Lobengula.
No final do século XIX, os britânicos, dirigidos por Cecil Rhodes, começaram a colonizar a região através da Companhia Britânica da África do Sul com o objetivo de realizar exploração mineral. Em 1888, Rhodes obteve uma concessão de direitos mineiros do rei Lobengula do Reino Mutuacazi. Ele apresentou esta concessão para persuadir o governo do Reino Unido a conceder uma carta real à empresa sobre a região da Matabelelândia, e também os estados súditos do Reino Mutuacazi, como a Maxonalândia. Rhodes usou este documento em 1890 para justificar o envio da Coluna Pioneira, uma milícia de europeus que tinham como retaguarda a fortemente equipada Polícia Britânica da África do Sul (BSAP), através da Matabelelândia e do território xona, para estabelecer Forte Salisbúria (atual Harare), marcando assim o domínio da empresa sobre a área. Em 1893 e 1894, com a ajuda de suas novas metralhadoras Maxim, a BSAP derrotaria o Reino Mutuacazi na Primeira Guerra de Matabele. Rhodes também solicitou permissão para negociar concessões semelhantes cobrindo todo o território entre o rio Limpopo e o Lago Tanganica. De acordo com os termos das concessões e tratados acima mencionados, a colonização em massa foi encorajada, com os britânicos mantendo o controle sobre as rotas de transporte e a exploração da mão-de obra dos povos negros, bem como sobre metais preciosos e outros recursos minerais.
Em 1895, a Companhia Britânica da África do Sul adotou o nome "Rodésia" para o território, em homenagem a Rhodes. Em 1898, "Rodésia do Sul" tornou-se o nome oficial da região ao sul do rio Zambeze, que mais tarde adotou o nome "Zimbábue". A região ao norte, administrada separadamente, foi mais tarde denominada Rodésia do Norte (atual Zâmbia). Pouco depois da desastrosa operação militar designada de "ataque de Jameson" ao Transvaal, patrocinado por Rhodes, os matabeles/andebeles setentrionais rebelaram-se contra o domínio branco liderados por Umlimo (ou Mlimo), seu carismático líder religioso. A Segunda Guerra de Matabele, de 1896–1897, foi mantida na Matabelelândia até o assassinato de Umlimo pelo batedor estadunidense Frederick Russell Burnham. Os xonas organizaram revoltas malsucedidas (conhecidas como Chimurengas) contra o governo da Companhia Britânica em 1897. Após essas insurreições fracassadas, a administração de Rhodes subjugou os grupos matabeles/andebeles e xonas e organizou a terra com um desproporcional favorecimento aos europeus, deslocando assim muitos povos africanos. A riqueza advinda da pilhagem e espoliação da terra africana atraiu muitos europeus, ficando a população branca a dominar o país.
O Reino Unido anexou a Rodésia do Sul em 12 de setembro de 1923. Pouco depois da anexação, em 1 de outubro de 1923, a primeira constituição da nova Colônia da Rodésia do Sul entrou em vigor. Sob a nova constituição, a Rodésia do Sul tornou-se uma colônia britânica autônoma, após um referendo de 1922. Os rodesianos serviram em nome do Reino Unido durante as duas Guerras Mundiais no início do século XX. Proporcionalmente, a Rodésia do Sul contribuiu mais per capita para a Primeira e a Segunda Guerra Mundial do que qualquer outra parte do Império Britânico, incluindo a Grã-Bretanha. A riqueza era proveniente de um sistema de restrição à posse das terras aos negras e a certos segmentos do país, reservando grandes áreas exclusivamente para da minoria branca pela Lei de Distribuição de Terras de 1930. Este ato, que levou ao rápido aumento da desigualdade, tornou-se objeto de apelos frequentes dos povos africanos por uma reforma agrária, pois transformou a realidade zimbabuena num caso muito similar ao apartheid sul-africano.
Em 1953, mesmo com a oposição dos povos negros, o Reino Unido criou a Federação da Rodésia e Niassalândia, composta pela Rodésia do Norte (atual Zâmbia), Rodésia do Sul (atual Zimbábue) e a Niassalândia (atual Maláui) — entidade administrativa que ficou essencialmente dominada pela minoria branca da Rodésia do Sul. Em 1964, o Reino Unido concedeu a independência à Rodésia do Norte, com o nome de Zâmbia. Mas a Rodésia do Sul se recusou a aceitar iguais condições, em repúdio à política britânica adotada de "nenhuma independência antes do governo majoritário". Ao contrário da Zâmbia e do Maláui, a introdução da democracia multirracial não foi possível pelo obstáculo político, econômico e militar imposto pelos rodesianos do sul de ascendência europeia, que pretendiam continuar a desfrutar do governo minoritário que lhe concedia amplos privilégios em detrimento da esmagadora maioria da população negra.

### Independência, segregação racial e guerra civil

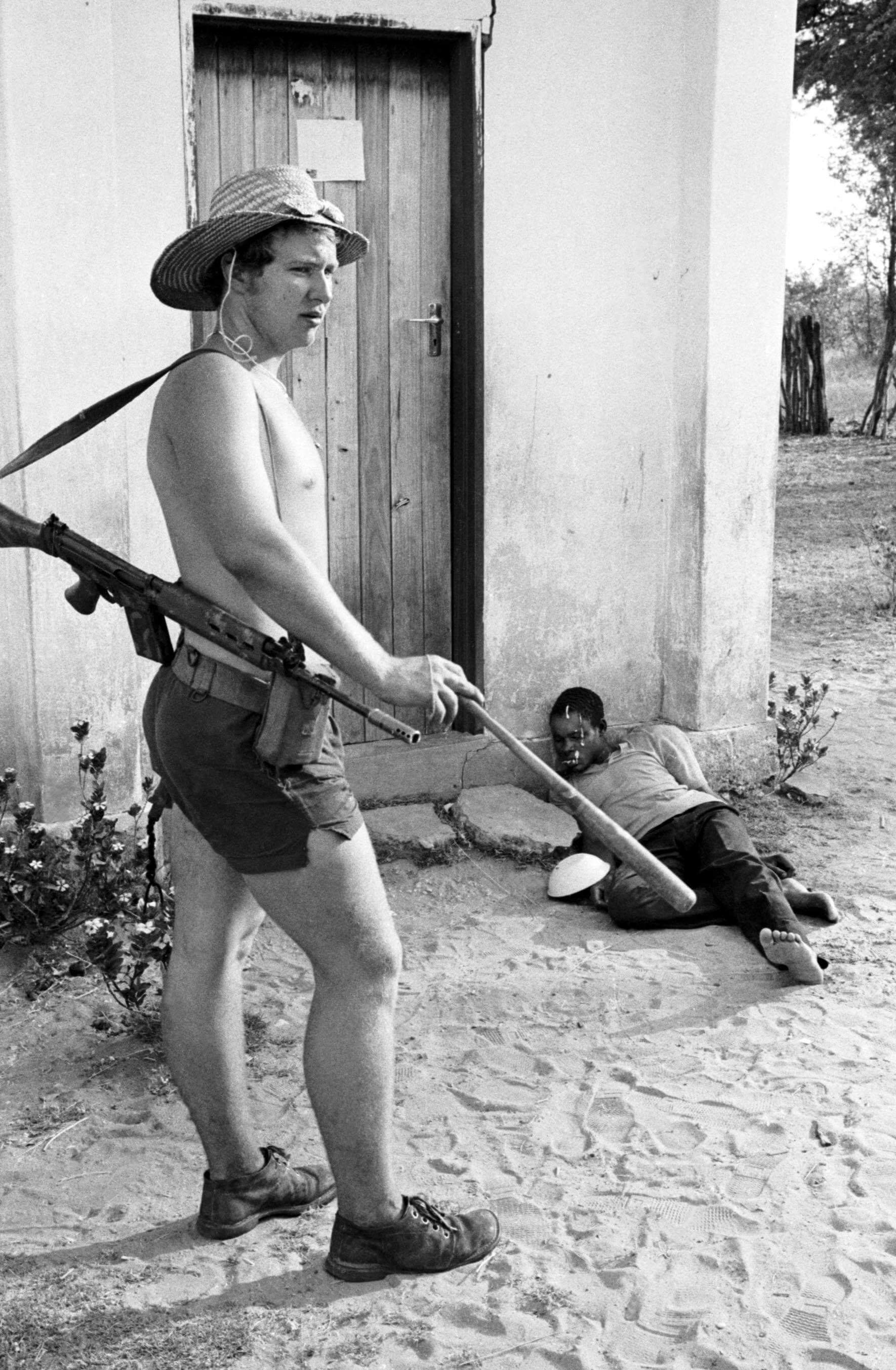
Um soldado da tropa rodesiana Selous Scouts balança um bastão na frente de um nacionalista africano capturado e espancado em setembro de 1977. Tirada para a Associated Press por John Ross Baughman, é a terceira de um conjunto de três fotos que receberam o Prêmio Pulitzer de Fotografia Especial de 1978

Em outubro de 1964, o governo da Frente Rodesiana, liderada por Ian Smith, abandonou a designação "Sul" (depois que a Rodésia do Norte mudou seu nome para Zâmbia, a palavra Sul no nome da colónia tornou-se desnecessária e o país ficou conhecido simplesmente como "Rodésia"). Com a intenção de confrontar a política britânica de reconhecimento somente de governo majoritário, Smith emitiu a Declaração Unilateral de Independência da Rodésia em 11 de novembro de 1965, e promulgou uma nova constituição através da qual o país adotava oficialmente o nome de Rodésia, com uma monarquia parlamentarista como forma de governo. Isto marcou o primeiro ato desse tipo tomado por uma colônia britânica rebelde desde então. O Reino Unido considerou a declaração rodesiana um ato de rebelião, mas não restabeleceu o controle pela força. O governo britânico solicitou à Organização das Nações Unidas (ONU) sanções contra a Rodésia, enquanto se aguardavam negociações com a administração de Smith entre 1966 e 1968, que se mostrariam malsucedidas. Em dezembro de 1966, a ONU atendeu as solicitações, impondo o primeiro embargo comercial obrigatório a um Estado autônomo. Essas sanções foram ampliadas em 1968.
Em 1964 havia iniciado a Guerra Civil da Rodésia, empreendida pela União do Povo Africano do Zimbábue (ZAPU), de Joshua Nkomo, e pela União Nacional Africana do Zimbábue (ZANU), de Robert Mugabe, apoiadas fortemente pelas potências comunistas e nações africanas vizinhas, com operações de guerrilha contra o governo predominantemente branco da Rodésia. A ZAPU foi apoiada pela União Soviética, pelo Pacto de Varsóvia, por Cuba e por Moçambique, e adotou uma ideologia marxista-leninista; enquanto a ZANU alinhou-se com o maoismo e o bloco liderado pela República Popular da China e pela Zâmbia. Entretanto, o conflito interno da Rodésia intensificou-se entre 1969 e 1972, eventualmente forçando o governo segregacionista a iniciar negociações com os militantes comunistas.
Em 1969, uma minoria branca votou em um referendo a favor da república como forma de governo, a qual só foi declarada no ano seguinte (constituíndo a República da Rodésia), embora não tenha sido reconhecida nem pelo Reino Unido nem pela ONU. O mesmo referendo institucionalizou o poder político nas mãos da minoria branca.
Após a enorme pressão da guerra civil e do isolamento internacional, em março de 1978 Smith chegou a um acordo com os líderes nacionalistas Joshua Nkomo (ZAPU), Robert Mugabe (ZANU) e Abel Muzorewa (líder do partido moderado Conselho Nacional Africano Unido-UANC). Em abril de 1979 a maioria negra pôde votar e ser votada pela primeira vez em eleições parlamentares, sendo eleito Primeiro-Ministro o bispo Abel Muzorewa, líder o partido UANC (ganhador de 51 de 100 assentos), sendo eleito também Josiah Zion Gumede como Presidente. Muzorewa renomeou o país para Zimbábue-Rodésia. No entanto, a exclusão da participação eleitoral da ZAPU e da ZANU (que haviam costurado a Frente Patriótica (PF) um ano antes) enfraqueceu a posição de Muzorewa nacionalmente e no exterior, fator que o obrigou a concordar, em dezembro de 1979, no Acordo de Lancaster House, que estabeleceu um governo de transição até a realização de eleições no ano seguinte. A partir daí, o Reino Unido e a ONU reconheceram a independência do Zimbábue, que já havia sido declarada quinze anos antes.
Nas eleições gerais realizadas no Zimbábue entre 14 de fevereiro e 4 de março de 1980, para eleger os membros da Assembleia Nacional, o primeiro parlamento multiétnico e independente, a União Nacional Africana do Zimbábue - Frente Patriótica (ZANU-PF) ganhou 57 assentos parlamentares, enquanto a ZAPU conquistou 20 assentos e a UANC somente 3. O resultado foi uma vitória da ZANU-PF, dando-lhe a maioria parlamentar num universo de 100 assentos. Além da lista comum, o Acordo de Lancaster House previa que 20 dos 100 assentos seriam preenchidos numa "lista branca", onde a Frente Rodesiana, de Smith, ganhou todas as 20 cadeiras, concorrendo praticamente sem oposição. Os membros eleitos pela lista branca, majoritariamente europeus, tiveram pouca influência no Zimbábue independente.

### Década de 1980 - presente: crises

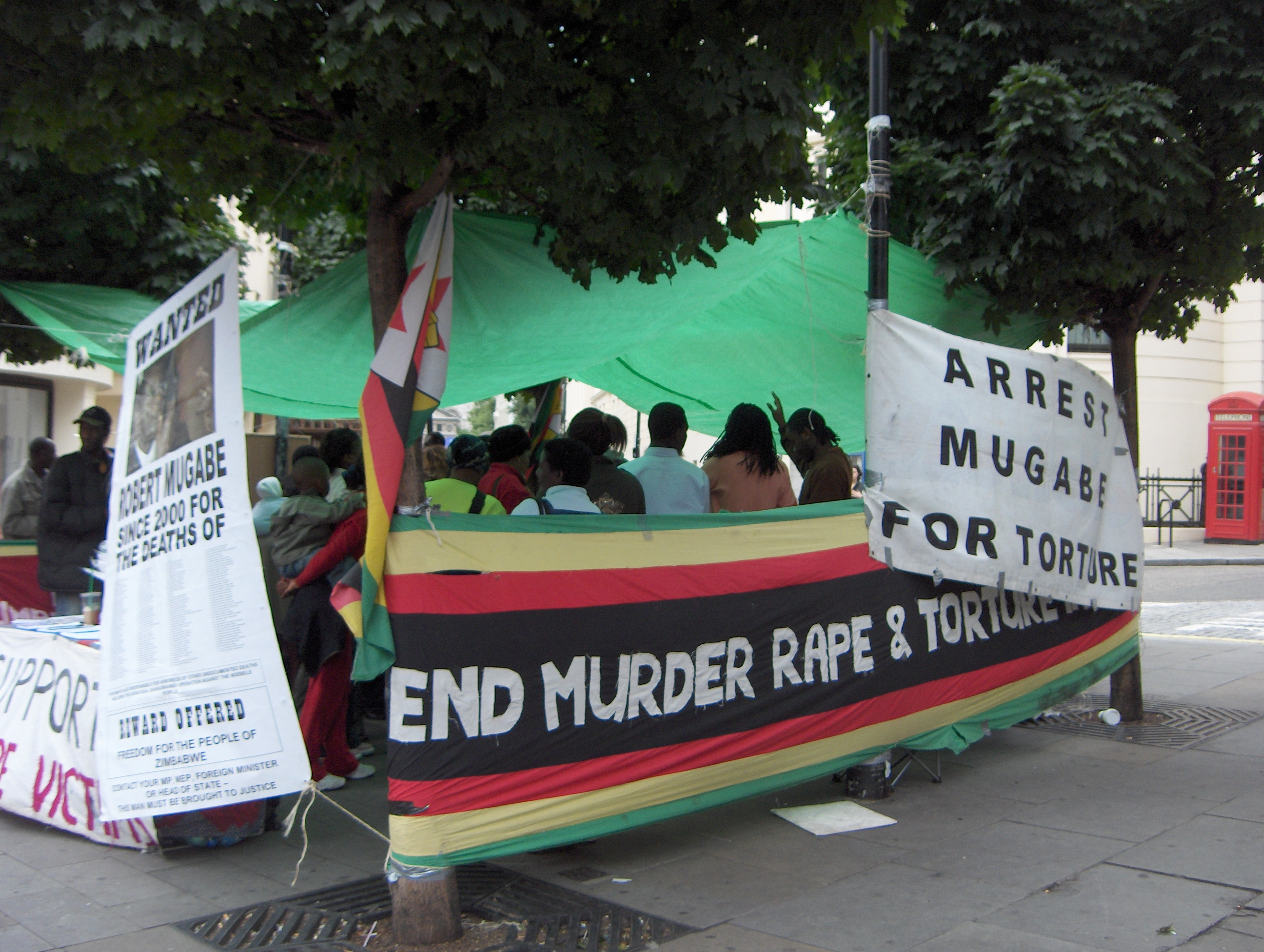
Manifestação contra o regime de Robert Mugabe junto à embaixada do Zimbábue em Londres, em 12 de agosto de 2006

O novo governo do Zimbábue, soberano e multiétnico, e eleito diretamente, iniciou-se em 18 de abril de 1980 com Canaan Sodindo Banana na Presidência e Robert Mugabe como Primeiro-Ministro. O novo governo de Mugabe agiu fortemente para corrigir as desigualdades de raça e classe, com redistribuição de terras detidas pela minoria branca e promoção do desenvolvimento econômico. Porém, durante a década de 1980, a seca e a emigração branca prejudicaram gravemente a economia, que já estava sob pressão pela necessidade de enormes gastos governamentais nas áreas há muito negligenciadas da educação, saúde e serviços sociais para a maioria negra. Em 1992, um estudo do Banco Mundial indicou que mais de 500 centros de saúde tinham sido construídos desde 1980. A percentagem de crianças vacinadas aumentou de 25% em 1980 para 67% em 1988 e a esperança de vida aumentou de 55 para 59 anos. As matrículas aumentaram em 232% um ano após o ensino primário ter sido gratuito e as matrículas no ensino secundário terem aumentado em 33% em dois anos.
Em 1982, Mugabe acusou Nkomo de estar a planejar um golpe de Estado e demitiu-o do seu gabinete, ao mesmo tempo que prendeu outros líderes da ZAPU. Depois disso, a oposição passou a alegar que o governo de Mugabe possuía uma tendência de favorecimento desproporcional à maioria étnica dos xonas. Uma agitação popular irrompeu imediatamente entre os matabeles, na zona da Matabelelândia, que levou ao que ficou conhecido como Gukurahundi. A repressão estatal, promovida por Mugabe, enviou tropas militares de elite para a Matabelelândia. As forças militares massacraram milhares de civis acusados de apoiar "dissidentes". A campanha Gukurahundi, ocorrida entre 1983 e 1987, gerou uma acusação de genocídio contra o governo, que incluía também denúncia de torturas em campos de internamento militares. A campanha somente terminou depois que Joshua Nkomo e Robert Mugabe chegaram a um acordo de unidade que fundiu seus respectivos partidos, com a ZAPU sendo absorvida pela ZANU-PF. Outra consequência do Gukurahundi foi a demissão de Canaan Banana em 2 de dezembro de 1987, com Robert Mugabe, nomeado como Presidente, concentrando enormes poderes, sendo extinto o cargo de Primeiro-Ministro.
As eleições de março de 1990 resultaram em outra vitória de Mugabe e do partido ZANU-PF, que reivindicou 117 dos 120 assentos disputados. Em 1991, a ZANU-PF oficialmente abandonou seus ideais socialistas, mas promoveu um reforma agrária que serviu para estatizar grandes latifúndios dos brancos. A forma como foi feita a expropriação foi considerada controversa, devido à violência empregada para desocupar tais terras. Diferentes organizações internacionais, grupos independentes de direitos humanos e o partido político maior de oposição, o Movimento para a Mudança Democrática, reclamaram sobre a falta de transparência no sistema de redistribuição das terras.
Nas eleições de 1996 e de 2000, a oposição alegou fraude na contagem dos votos, o que gerou reações tanto a nível interno quanto no exterior. O governo de Mugabe enfrentou uma crescente oposição, dada a inflação descontrolada e a crise econômica no país. O governo propalava que a pressão ocidental sobre Mugabe era o resultado do crescimento das relações econômicas com a China e a disputa desta com os Estados Unidos quanto aos recursos minerais do subsolo do país. Por outro lado, a partir de 1996 e 1997, o sindicalista Morgan Tsvangirai, antigo membro da ZANU-PF, passou a mobilizar a principal central sindical do país, a Confederação de Sindicatos do Zimbábue (ZCTU), a protestar contra as políticas neoliberais de Mugabe de cercear a sindicalização, bem como por questões salariais e carestia, conseguindo realizar uma greve geral que contou com a adesão de estudantes, operários da mineração, funcionários públicos, enfermeiros e médicos.
Em fevereiro de 2000, as ocupações de terras por camponeses negros e veteranos da guerra da independência aumentaram. Os latifúndios remanescentes dos brancos passaram a ser alvo da política de redistribuição pelo governo. No entanto, após uma forte campanha midiática, houve uma mudança no apoio público aos latifundiários, assim como uma melhor organização da oposição ao governo, fatores que tornaram possível a primeira grande derrota política de Mugabe num referendo em fevereiro de 2000, onde o governo apelava a uma nova constituição que propunha prorrogar o mandato de Mugabe por 12 anos, lhe dando o poder de confiscar latifúndios de brancos sem compensação. Àquela altura, cerca de 4 500 latifundiários brancos possuíam mais de um terço da terra arável nas áreas mais férteis, na forma de grandes fazendas comerciais, enquanto mais de 700 000 famílias camponesas negras dividiam o resto em "terras comunais" muito menos adequadas para o cultivo. Apesar da derrota do governo e da vitória dos latifundiários, foi aprovada uma lei em 2002 que permitiu a Mugabe prosseguir um programa radical de confisco dos latifúndios, forçando mais de metade dos grandes proprietários de terras brancos do país a renunciar aos seus latifúndios. A redistribuição das terras, porém, beneficiou indivíduos politicamente ligados à Mugabe, com pouca ou nenhuma experiência agrícola, e não aos camponeses sem terra. A falta de critério na redistribuição promovida pelo governo contribuiu para um declínio significativo na produtividade agrícola; isso, assim como a seca, levou a uma grave escassez de alimentos.

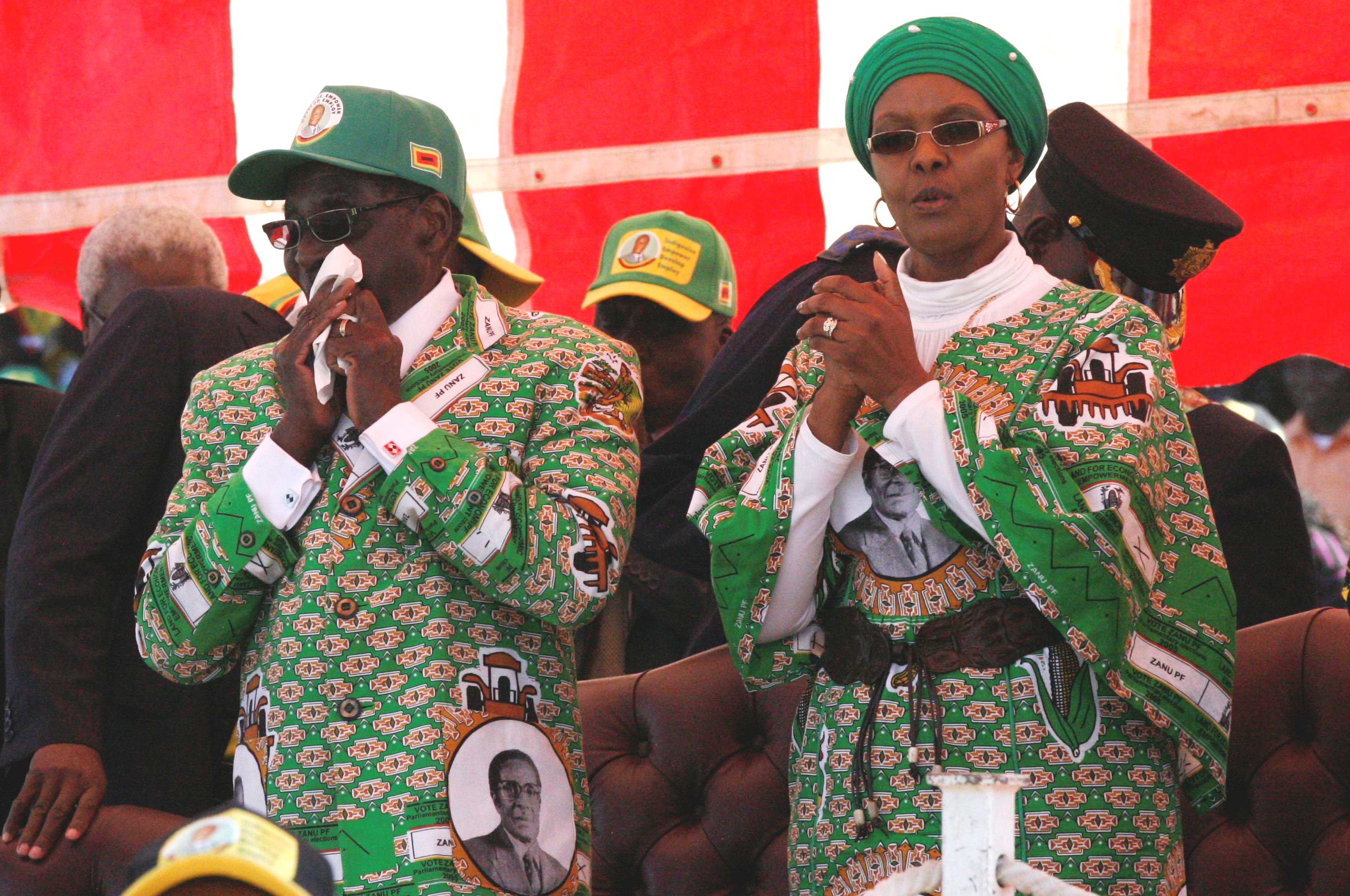
Mugabe, acompanhado da Primeira-Dama Grace Mugabe, na campanha pela reeleição em 2013

Em 29 de março de 2008, o Zimbábue realizou eleições presidenciais juntamente com eleições parlamentares. Os resultados destas eleições foram retidos durante duas semanas, após as quais foi reconhecido que o Movimento para a Mudança Democrática – Tsvangirai (MDC-T), liderado por Morgan Tsvangirai, tinha ganhado a maioria dos assento na câmara baixa do parlamento. Em setembro de 2008, foi celebrado um acordo de partilha de poder entre Tsvangirai e Mugabe, permitindo ao primeiro ocupar o cargo de primeiro-ministro. Devido a diferenças entre os respectivos partidos políticos, o acordo não foi totalmente implementado até 13 de fevereiro de 2009. Paralelamente ao impasse político, o país sofreu com uma epidemia de cólera entre 2008 e 2009, acompanhado pelo colapso no sistema de saúde pública e uma fortíssima insegurança alimentar causada pelos altos índices de inflação.
Uma nova constituição, aprovada no referendo constitucional do Zimbábue de 2013, restringiu os poderes presidenciais. Mugabe foi reeleito presidente nas eleições gerais do Zimbábue de julho de 2013, mas a oposição alegou fraude e apresentou queixa aos tribunais. Depois de vencer as eleições, o governo Mugabe reinstituiu o governo de partido único da ZANU-PF e extinguiu o cargo de Primeiro-Ministro. A deterioração da economia e da capacidade de governação alcançou níveis insustentáveis. Em julho de 2016, ocorreram protestos em todo o país devido ao colapso econômico nacional.
No dia 15 de novembro de 2017, o Presidente Robert Mugabe foi afastado pelos militares num golpe de Estado. Estes o colocam em prisão domiciliar. Os militares, ao tomarem o poder, declararam que não queriam depor Mugabe e estavam a "mirar criminosos" em torno do Presidente, e que, depois de atingirem os seus objetivos, a situação "voltaria à normalidade", com todos devendo "cooperar para o bem do nosso país" e que "qualquer provocação terá uma resposta adequada". O Primeiro Vice-Presidente, Emmerson Mnangagwa, que deveria assumir o país, estava em processo de ruptura política com Mugabe e havia sido demitido do cargo 9 dias antes do golpe, refugiando-se na África do Sul em 8 de novembro de 2017 por temor de represálias. Em 19 de novembro, Mugabe foi destituído da presidência do seu partido — que anunciou a abertura do processo de impeachment — e, por pressão dos militares, no dia 21 de novembro, divulgou uma carta ao Parlamento renunciando à presidência do país. No dia 22 de novembro, a ZANU-PF designou Emmerson Mnangagwa para o cargo de Presidente, sendo que, até sua posse, o Segundo Vice-Presidente Phelekezela Mphoko, que se encontrava no Japão, atuaria como Presidente interino. No dia 24 de novembro de 2017, Emmerson Mnangagwa tomou posse como Presidente do Zimbábue.

## Geografia
O território é constituído por uma região planáltica coberta de savanas, sendo a altitude máxima de 2592 m no Monte Nyangani, a leste do país, próximo à fronteira com Moçambique. O solo é muito fértil, propício à agropecuária. A criação de gado bovino e a cultura do tabaco constituem a principal riqueza económica. O subsolo guarda ouro, amianto, carvão e cromo. Ficam em seu território a grande barragem de Kariba e as famosas Cataratas de Vitória (Victoria Falls).

## Demografia

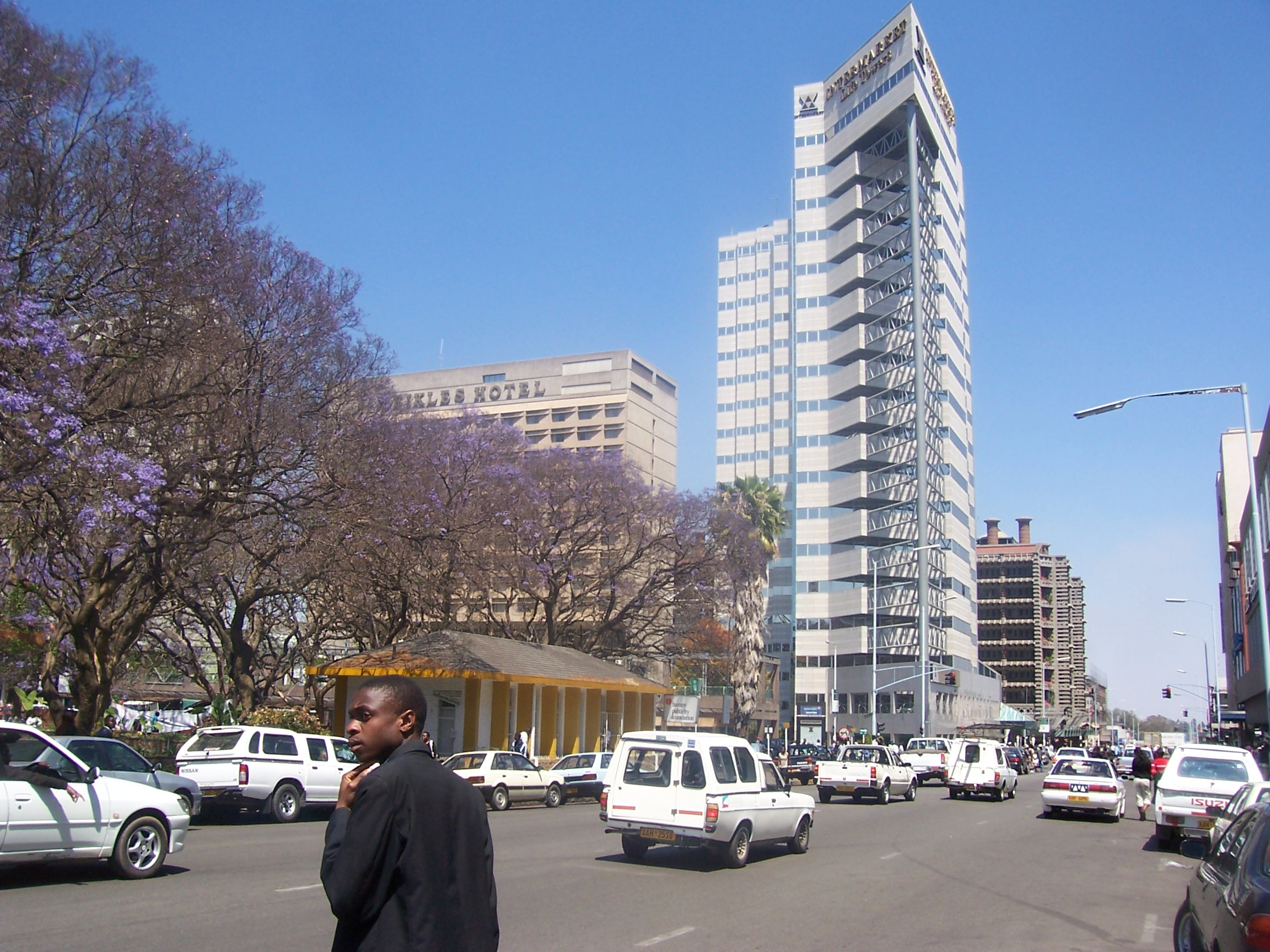
Centro de Harare, a capital do país.

O Zimbábue tinha, em 2022, uma população de 15,1 milhão de habitantes, correspondente a uma densidade populacional de 26 habitantes por km². Povos de línguas bantas compreendem 98% da população. O maior grupo étnico são os xonas, compreendendo 70% da população em geral. Os andebeles setentrionais, descendentes dos povos zulus, são o segundo maior grupo (20% dos habitantes).
Entre os diversos grupos minoritários no Zimbábue está uma minoria branca, que compõe menos de 1% da população. A maioria dos brancos zimbabuanos são de origem britânica, mas também há africânderes, gregos, portugueses, franco-mauricianos e neerlandeses. A população branca do país vem declinando nas últimas décadas, indo de 278 000 (4,3% dos habitantes) em 1975 para apenas 120 000 em 1999 e em 2002 era de apenas 50 000 ou menos. Segundo o censo de 2012, o total de brancos era de 28 782 pessoas (aproximadamente 0,22% da população), um-décimo do que era em 1975 (período que imperava o apartheid racial na Rodésia). O principal motivo dessa redução populacional é a emigração, com milhares de brancos retornando aos países de origem dos seus ancestrais, principalmente o Reino Unido (cerca de 200 000 a 500 000 britânicos brancos são descendentes de rodesianos ou zimbabuanos), África do Sul, Botsuana, Zâmbia, Canadá, Austrália e Nova Zelândia. Coloureds (zimbabuanos miscigenados, descendentes de africanos negros e brancos europeus) são 0,5% da população e minorias asiáticas, como indianos e chineses, também são aproximadamente 0,5% dos habitantes.

### Idiomas
O Zimbábue tem dezesseis línguas oficiais. Listadas na Constituição da República do Zimbábue, nesta ordem, as 16 línguas oficiais do Zimbábue são: 1) o niaja (cheua); 2) o sena]; 3) o inglês, 4) o calanga; 5) o coissã; 6) o nambya; 7) o xindau; 8) o andebele setentrional; 9) o tsonga; 10) o xona); 11) a língua de sinais do Zimbábue; 12) o sesoto (soto do sul); 13) o tonga; 14) o tsuana; 15) o venda; 16) o xossa.

### Religião
Aproximadamente 85% dos zimbabuanos se consideram cristãos; 62% afirmam atender algum serviço religioso com frequência. A maioria dos cristãos são anglicanos, católicos, adventistas e metodistas.
Assim como em outras nações africanas, o cristianismo no Zimbábue se intercala e engloba dogmas de religiões tradicionais africanas. Adoração aos ancestrais é a crença mais praticada entre não cristãos, envolvendo intercessão espiritual; cerca de 1% da população é muçulmana.

## Política
O Zimbábue é uma república com um sistema de governo presidencialista. Anteriormente as funções eram repartidas entre um Presidente, que era chefe de Estado de forma mais cerimonial, e o Primeiro-Ministro, que era o chefe de governo. Esta configuração manteve-se de 1980 a 1987, quando as funções de chefe de Estado e chefe de governo foram concentradas no Presidente. A linha de sucessão passou a incluir um Primeiro Vice-Presidente e um Segundo Vice-Presidente. O sistema semipresidencialista havia sido instituído em 2008, com a investidura de um Primeiro-Ministro em 2009. Este modelo foi abolido em 2013, mesmo com a sua adoção legal em uma nova constituição após um referendo no mesmo ano. Retornou, portanto, ao presidencialismo clássico. Sob as mudanças constitucionais de 2005, o parlamento foi separado em uma câmara alta, o Senado, e uma câmara baixa, a Assembleia Nacional.
Durante seus sucessivos mandatos, Robert Mugabe tentou implementar políticas que resolveram problemas do colonialismo e da segregação racial que, por por outro lado, causaram problemas no médio e longo prazo ao país. Mugabe promoveu uma política radical de reforma agrária, sem os devidos investimentos em infraestrutura produtiva, tecnologia e assistência técnica, fatores que causaram queda na produtividade, fuga de capitais e hiperinflação. Os investimentos em saúde, por sua vez, aumentaram drasticamente a oferta de serviços públicos, melhorando as estruturas de internação, a cobertura de vacinação e a espectativa de vida. No campo da educação, o ensino nos anos iniciais e médios foi universalizado. Porém, a partir da década de 1990, com o abandono da idelologia socialista, cresceu a percepção geral de desgoverno e corrupção deslumbrante no círculo de poder de Mugabe, com uma incapacidade do Estado zimbabuano de financiar as suas próprias instituições. Além disso, as crises econômicas esgotaram a capacidade de financiamento do Estado, redundado em ciclos de estagflação.
Em março de 2008 houve eleições gerais, que Mugabe perdeu, sem que o outro candidato tivesse obtido os 50% necessários. Após prolongadas negociações supervisionadas pelos líderes da África do Sul e de Moçambique, Mugabe e Morgan Tsvangirai assinaram um acordo de partilha de poder no qual Mugabe manteve-se chefe de Estado. Em 11 de fevereiro de 2009, Tsvangirai foi empossado como chefe de governo. Tal configuração foi abolida em 2013, com Mugabe reconcentrando amplos poderes. Em 2017, o Primeiro Vice-Preidente de Mugabe, Emmerson Mnangagwa, foi posto em seu lugar após um golpe militar. Mugabe estava no poder havia 37 anos.

### Política externa
O Zimbábue mantém relações com vários países ao redor do mundo e mantém relações diplomáticas estreitas com as nações vizinhas. Em 2003, o país se retirou da Comunidade de Nações, grupo do qual fazia parte tanto desde a independência do Zimbábue quanto como parte do Império Britânico.

### Direitos humanos
No início de abril de 2009, um vídeo filmado dentro de uma penitenciária do Zimbábue denunciou a situação precária dos presos, que vivem em condições subumanas e mostram sinais de desnutrição.

## Subdivisões

Mapa das províncias do Zimbábue, numeradas

O Zimbábue está dividido em oito províncias e duas cidades com estatuto de província:
1. Bulavaio (cidade)
2. Harare (cidade)
3. Manicalândia
4. Maxonalândia Central
5. Maxonalândia Leste
6. Maxonalândia Oeste
7. Masvingo
8. Matabelelândia Norte
9. Matabelelândia Sul
10. Midlands

## Economia

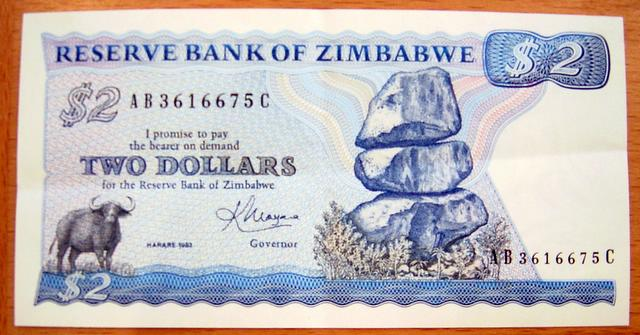
Dólar zimbabueano de 1983, atualmente uma nota de Z$ 2 tem apenas valor numismático.

Principais produtos de exportação do Zimbábue em 2019

A economia do país é bastante dependente da mineração. Em 2019, o país era o 3º maior produtor mundial de platina e o 6º maior produtor mundial de lítio, além de ter uma produção considerável de ouro. Na produção de carvão, o país foi o 37º maior do mundo em 2018: 2,7 milhões de toneladas. Outra base econômica do país é a exportação de tabaco, onde o país foi o 6º maior produtor mundial em 2019. O país também exporta açúcar, fiapo de algodão e chá.
O país apresentava, em fevereiro de 2007, uma inflação anualizada de aproximadamente 1730%. Dados governamentais de junho de 2007 apontam uma inflação de 4 500%, embora especialistas afirmem que ela já chegou a aproximadamente 100 000%. Em julho de 2008 a inflação oficial chegou a 2 200 000% ao ano, mas estatísticas extraoficiais indicam uma inflação real de 9 000 000% ao ano. Em 2009, a inflação chegou aos exorbitantes níveis de 98% ao dia.
A hiperinflação destruiu a economia do país, arrasando o setor produtivo. Nos últimos anos, o Zimbábue tem diminuído sua produção agrícola. O novo governo de coalizão, formado em fevereiro de 2009, conseguiu algumas melhorias na economia, incluindo o fim da hiperinflação eliminando o uso do dólar zimbabueano e o controle de preços. Nisto, a economia registrou seu primeiro crescimento em uma década.
O dólar do Zimbábue voltou a entrar em circulação apenas em 2019. São usadas várias outras moedas: o dólar dos Estados Unidos (US$), o rand sul-africano (R), o pula do Botsuana (P), a libra esterlina (£) e o euro (€).

## Infraestrutura

### Educação
O sistema educacional do Zimbábue consiste em dois anos de pré-escola, sete anos de ensino fundamental e seis anos de ensino médio, além dos anos que compõem o nível superior. O ano letivo no Zimbábue vai de janeiro a dezembro, com três períodos, separados por um mês de férias, com um total de 40 semanas de aula por ano. Os exames nacionais são realizados durante o terceiro semestre em novembro, com disciplinas de nível "O" e nível "A" também oferecidas em junho.
O nível superior detém sete universidades públicas (governamentais), bem como quatro universidades relacionadas à instituições religiosas, que são totalmente credenciadas internacionalmente. A Universidade do Zimbabwe, a primeira e maior universidade do país, foi construída em 1952 e está localizada no subúrbio de Harare. Ex-alunos notáveis desta instituição incluem Welshman Ncube, Peter Moyo, Chenjerai Hove e Arthur Mutambara.

## Cultura

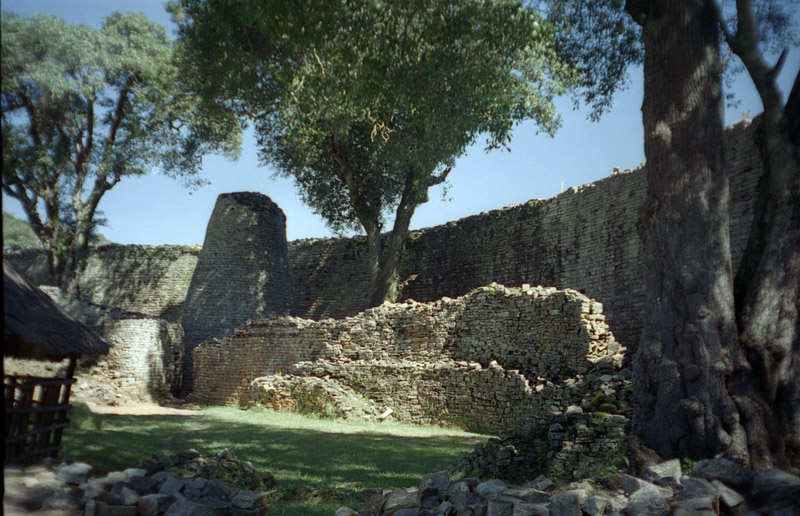
Ruínas de pedras do Grande Zimbábue, monumento que deu o nome do país.

Os artistas são valorizados no Zimbábue e muitos conseguem viver da atividade no próprio país ao contrário do que acontece em outros países africanos, cujos artistas muitas vezes são forçados a ir para a Europa. Nas artes tradicionais são destaques as obras de cerâmica, cestaria, tecidos pintados, joias e esculturas em madeira. A música sempre foi uma parte importante da vida cultural. Algumas lendas da África são cantadas em coro com a participação do público, e eventos sociais são realizados com o acompanhamento de músicas e instrumentos tradicionais como a marimba, o xilofone de madeira, e o mbira, também conhecido como o "piano de polegar" e mujejeje, outro instrumento de percussão.
No país encontra-se um dos poucos grandes edifícios antigos, feitos pelos nativos da África negra, a cidadela do Grande Zimbábue, monumento que nomeia o país.

### Culinária
A sua culinária é formada basicamente pela herança da cozinha britânica combinada com pratos africanos. A refeição padrão consiste de sadza (uma espécie de mingau de milho) e nyama (pronuncia-se "nhama", e significa "carne").
A bebida alcoólica mais popular é o chibuku.
| Data           | Nome em português       | Nome local         | Notas                                              |
| -------------- | ----------------------- | ------------------ | -------------------------------------------------- |
| 1 de janeiro   | Dia de Ano Novo         | New Year’s Day     |                                                    |
| Varia cada ano | Sexta-Feira Santa       | Good Friday        |                                                    |
| Varia cada ano | Segunda-feira da Páscoa | Easter Monday      |                                                    |
| 18 de abril    | Dia da Independência    | Independence day   | Concedida pelo Reino Unido em 18 de abril de 1980. |
| 1 de maio      | Dia do Trabalhador      | Labour Day         |                                                    |
| 25 de maio     | Dia da África           | Africa’s Day       | Em 25 de maio de 1963 é fundada a OUA.             |
| 7 de agosto    | Dia dos Heróis          | Heroes' Day        |                                                    |
| 8 de agosto    | Dia do Exército         | Defence Forces Day |                                                    |
| 22 de dezembro | Dia da Unidade          | Unity Day          |                                                    |
| 25 de dezembro | Dia de Natal            | Christmas Day      |                                                    |
| 26 de dezembro | Dia da Família          | Boxing Day         |                                                    |